# Free Software Song

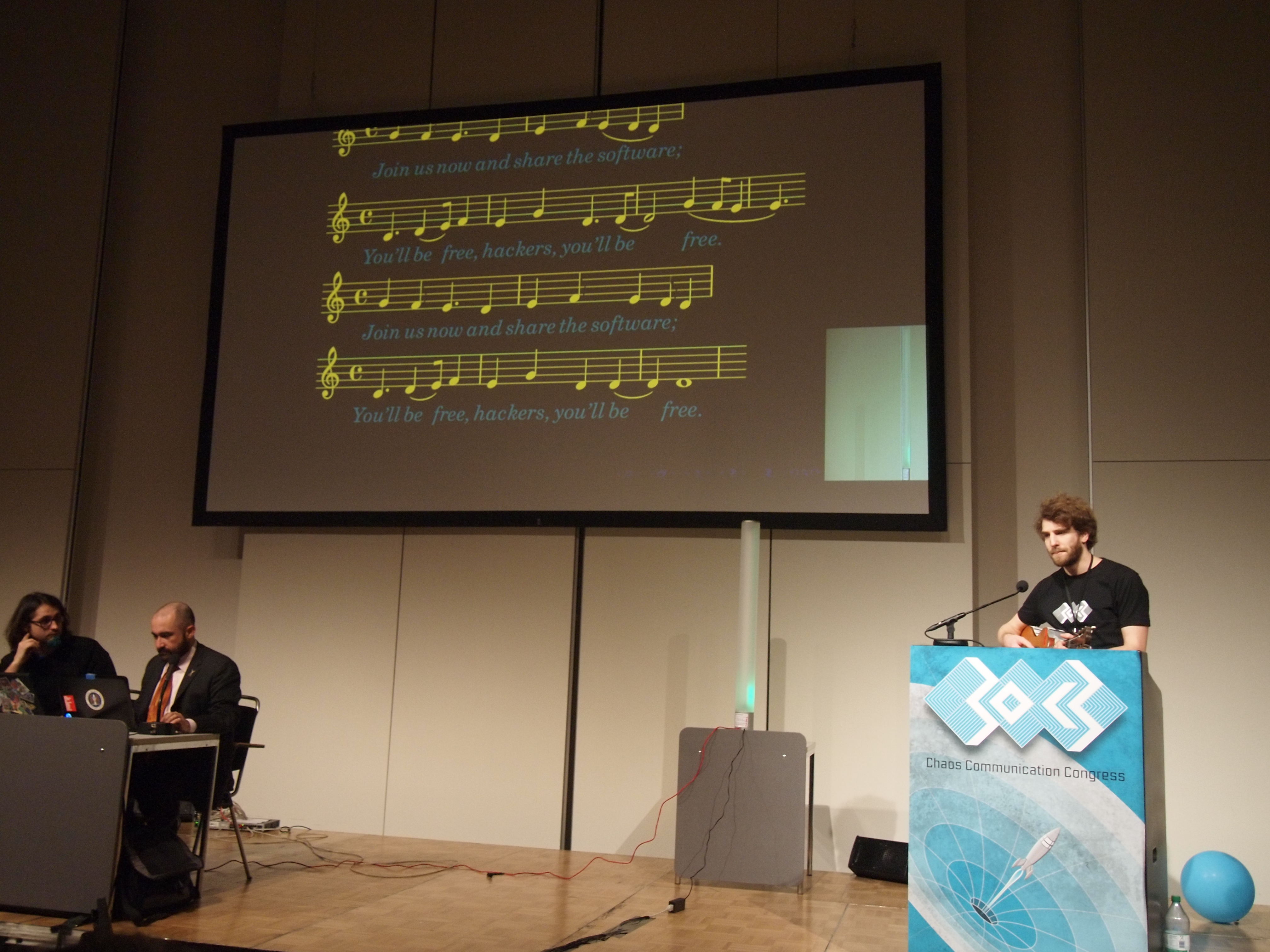
MQuintus cantando a Canção do Software Livre junto com o público na hackerconferência alemã 30C3

A Free Software Song é uma canção filk de Richard M. Stallman sobre software livre. A música segue a melodia da búlgara "Sadi Moma".
Uma versão dessa música também é tocada por uma banda (os GNU/Stallmans) durante os créditos do documentário Revolution OS. Em 1998, Matt Loper gravou uma versão techno da música. Jono Bacon também gravou uma versão heavy metal da música, e a banda Fenster gravou uma versão rítmica. Além disso, há uma versão pop punk em espanhol gravada por ALEC, e um mashup de Rick Astley, "Never Gonna Give GNU Up".
Uma versão é usada no jogo eletrônico de karaokê de software livre Sinatra.

## Letra
Join us now and share the software;
You'll be free, hackers, you'll be free.
Join us now and share the software;
You'll be free, hackers, you'll be free.
Hoarders can get piles of money,
That is true, hackers, that is true.
But they cannot help their neighbors;
That's not good, hackers, that's not good.
When we have enough free software
At our call, hackers, at our call,
We'll kick out those dirty licenses
Ever more, hackers, ever more.
Join us now and share the software;
You'll be free, hackers, you'll be free.
Join us now and share the software;
You'll be free, hackers, you'll be free.
A letra está no domínio público.